# Cândido de Figueiredo
António Cândido de Figueiredo (Lobão da Beira, 19 de septiembre de 1846 — Lisboa, 26 de septiembre de 1925) fue un filólogo y escritor portugués.
Autor del Novo Dicionário da Língua Portuguesa, originalmente publicado en 1899 y después objeto de múltiples reediciones hasta 1996. Es su obra más conocida, aunque haya publicado también incontables estudios de lingüística. Publicó algunos escritos de ficción y crítica, entre los cuales figura su libro Lisboa no ano 3000, obra de crítica social e institucional, aparecida en 1892 y recientemente reeditada. También tradujo numerosas obras de filología y lingüística. Fue uno de los fundadores de la Sociedad de Geografía de Lisboa y era correspondiente de la Academia Brasileña de Letras.

## Biografía
Frecuentó el Seminario de Viseu, establecimiento donde concluyó el curso de Teología, el 19 de junio de 1867, siendo enseguida ordenado presbítero. Inició después estudios de Derecho en la respectiva facultad de la Universidad de Coímbra, habiendo estudiado allí entre 1869 y 1874. Durante este tiempo de estudiante participó en la denominada Cuestión de Coímbra.
Abandonó la vida eclesiástica, para la cual fuera aparentemente destinado por la familia, obteniendo del papa León XIII la dispensa del múnus eclesiástico. Se casó entonces con Mariana Angélica de Andrade, tomando el camino de la abogacía.
A partir de 1876 se trasladó a Lisboa, abriendo un despacho de abogado donde trabajaba en asociación con Júlio de Vilhena. A pesar de tener como principal actividad la abogacía, ejerció algunas comisiones oficiales por incumbencia del Ministerio del Reino en el área de la instrucción pública, entre ellas en el cargo de inspector de las escuelas del Distrito de Coímbra. Ingresó después en la carrera de los registros y notariado, siendo nombrado conservador del Registro Predial de la comarca de Pinhel. Después fue trasladado a Fronteira y enseguida a Alcácer do Sal. En esta última villa ejerció el cargo de presidente de la respectiva Cámara Municipal.
En 1881 fue nombrado secretario general de la Bula de la Cruzada y el año siguiente profesor provisional del Liceu Central de Lisboa. Algún tiempo después fue nombrado funcionario del Ministerio de Justicia, carrera que seguiría durante el resto de su vida. En este cuerpo alcanzó el rango de subdirector general, en el cual se jubiló tras más de 40 años de servicio.
Ejerció por varias veces las funciones de directo -general interino del Ministerio de Justicia. En 1893, cuando José Días Ferreira presidía el gobierno, fue nombrado gobernador civil del Distrito de Vila Real. También fue secretario particular de Bernardino Machado, en el periodo en que este fue Ministro de Obras Públicas.
Más allá de sus actividades profesionales, fue poeta y periodista de gran mérito, habiendo colaborado en periódicos como O Panorama (1837-1868), Aljubarrota, Lusitano, Progresso, Bem Público, Voz Femenina, Revista dos Monumentos Sepulcrais, Almanaque de Lembranças, Notícias (que después sería el Diário Popular), Grinalda, Crisálida, País, Hinos e Flores, Repositório Literário, Tribuno Popular, Independência, Recreio Literário, Folha, Panorama Fotográfico, Viriato, Gazeta Setubalense, Democracia (publicado en Elvas), entre otros. Fundó y dirigió el periódico A Capital y fue redactor del diario Globo. Entre otras publicaciones, también colaboró en la Revista de Portugal e Brasil y en el Occidente, y aún se encuentra colaboración de su autoría en las revistas República das Letras  (1875), Ribaltas e Gambiarras  (1881), O Branco e Negro  (1899), Serões   (1901-1911), en la revista Atlântida (1915-1920) y aún en el periódico humorístico A Parodia (1900-1907), bajo el pseudónimo O Caturra.
Entró después en la redacción del Diário de Notícias, donde se mantuvo por muchos años y en el cual publicó valiosas crónicas literarias, que firmaba con el pseudónimo de Cedef.
En el campo cultural y científico, se destacó como lexicólogo y lingüista, habiendo formado parte de la comisión que fue encargada en 1911 de fijar las bases de la ortografía de la lengua portuguesa. De esta comisión formaban parte algunos de los mayores filólogos de la época, expresamente Carolina Michaëlis, Gonçalves Viana, Leite de Vasconcelos, Francisco Adolfo Coelho, así como Manuel Borges Grainha, António José Gonçalves Guimarães, Júlio Moreira, José Joaquim Nunes y António García Ribeiro de Vasconcelos.

## Reconocimientos
En 1871 fue hecho socio del Instituto de Coímbra y en 1874 fue nombrado correspondiente de la Academia de las Ciencias de Lisboa, institución de que sería electo socio efectivo en 1915. También en 1874 fue elegido, por unanimidad, correspondiente de la Academia de Jurisprudencia y Legislación de Madrid. Era también correspondiente de la Academia Brasileña de Letras.
En 1878, por propuesta de los orientalistas Julius Oppert y Guiard, fue elegido miembro titular de la Sociedad Asiática de París. Fue también miembro del Congreso de los Orientalistas de Londres. En 1902 fue elegido miembro de la Real Academia Española.
En 1887 fue elegido vocal del Consejo Superior de Instrucción Pública en representación del profesorado de enseñanza libre. Fue nombrado en 1890, por el Ministerio del Reino, miembro de la comisión encargada de volver a ver la nomenclatura geográfica portuguesa.
Fue galardonado con la Medalla de Honra del Congreso Jurídico de Río de Janeiro y con las palmas de oro en un concurso poético de la Academia de Toulouse. En 1876 fue, con Luciano Cordeiro, uno de los socios fundadores de la Sociedad de Geografía de Lisboa. Cuando falleció era presidente de la Academia de las Ciencias de Lisboa. Fue también vicecónsul de México en Lisboa.
Por sus servicios públicos, en 1908 fue agraciado con la Carta de Conselho. Fue también agraciado con el grado de Caballero de la Orden de la Cruz Branca, de Italia.

## Obras publicadas
- Morte de Yaginadatta, Coímbra, 1873.
- Lições Práticas de Linguagem Portugueza. Cartas de Caturra Jr. à redação do Portuguez, Lisboa, Imprensa Minerva, 1891.
- A penalidade na India segundo o Código de Manu, Lisboa, Imprensa Nacional , 1892
- Lisboa no ano 3000, Lisboa, 1892; n. ed.: Lisboa, Frenesi, 2003.
- Novo Dicionário da Língua Portuguesa, Lisboa, 1899.
- O que se não deve dizer. Bosquejos e notas de filología portuguesa ou consultório popular de enfermidades da linguagem, Livraria Clássica Editora, Lisboa, 1903.
- Novo Dicionário da Língua Portuguesa, Lisboa, 1913.
- Gramática sintética da língua portuguesa, Livraria Clássica Editora, Lisboa, 1916.
- O problema da colocação de pronomes (suplemento às gramáticas portuguesas), Livraria Clássica Editora, Lisboa, 1917.

## Obras digitalizadas
- Biblioteca Digital Ardies - Archivos de la Historia del Derecho y del Estado Archivado el 25 de marzo de 2008 en Wayback Machine.